# كفر هورين
كفر هورين إحدى قرى مركز بركة السبع التابع لمحافظة المنوفية بجمهورية مصر العربية.

## السكان
بلغ عدد سكان كفر هورين 4,774 نسمة، حسب الإحصاء الرسمي لعام 2006.